# Keith Harvey Miller
Keith Harvey Miller (Seattle, 1º marzo 1925 – Anchorage, 2 marzo 2019) è stato un politico statunitense.
È stato il governatore dell'Alaska dal gennaio 1969 al dicembre 1970. Rappresentante del Partito Repubblicano, è stato anche Segretario di Stato dell'Alaska dal dicembre 1966 al dicembre 1969 con Wally Hickel governatore.